# La culla e la sepoltura
La culla e la sepoltura o La culla e il sepolcro (La cuna y la sepultura) è un'opera, divisa in due parti, di carattere filosofico dello scrittore e poeta spagnolo Francisco de Quevedo (1634). La prima parte si chiama Culla e vita, la seconda Morte e sepolcro o Dottrina per morire è più breve rispetto alla prima.

## Edizioni
La prima edizione definitiva esce a Madrid nel 1634, anche se la scrittura di essa è precedente, nel 1615 i primi abbozzi e ancora nella primavera del 1630 uscì a Saragozza un'edizione ulteriormente elaborata. Da quella definitiva ci saranno altre edizioni, due edizioni nel 1634 a Madrid ed a Siviglia, due nel 1635 a Barcellona e Valencia. Nel secolo XVII usciranno poi una dozzina di edizioni, la prima edizione critica è del 1932.

## Culla e vita
La prima parte del trattato si chiama Culla e vita e si compone di un proemio e di cinque lunghi capitoli.
- I capitolo, fra gli argomenti parla della schiavitù dell'uomo in senso fisico e quindi del corpo, parlava poi del concetto della "morte come vita e della vita come morte", come se all'inizio di uno stato corrispondesse anche l'inizio dell'altro.
- II capitolo, parla dei pericoli del mondo, che secondo lo scrittore sono: la bellezza (che si richiude con il tempo al nulla), la ricchezza e gli onori.
- III capitolo parla della morte, esprimendone timore
- IV capitolo, parla della sapienza, che specifica non essere la «scienza».
- V capitolo, narra delle verità che conducono alla vita cristiana, esprimendo e sintetizzando le idee esposte nei quattro precedenti con preghiere finali.

## Dottrina per morire
Influenzata dall'Epistole di San Paolo ritorna a parlare della morte, parlandone come se fosse una sorta di liberazione ma con tratti più cupi.

## Stile e fonti
Lo stile è semplice talvolta severo, fra le sue fonti:
- Prima parte: l'Ecclesiaste, il Libro della Sapienza, il Libro di Giobbe, i Vangeli, l'Epistola I di San Giovanni, varie Lettere di Paolo, Sant'Agostino, San Pietro Crisologo, il Tertulliano, e poi la Satira III di Persio, il De ira e il De beneficiis di Seneca, il manuale di Epitteto, il Commonitorio di Focilide, oltre allo spagnolo Cristobal de Fonseca;
- Seconda parte. San Paolo l'Epistola I di San Giovanni, Sant'Agostino, i Sermoni II, XLII e LV di San Pietro Crisologo, la Catechesis di San Cirillo Gerosolimitano, il De oratione dominica di Tertulliano.